# Рэбин, Тревор
Тревор Чарльз Рэбин либо Рабин (англ. Trevor Charles Rabin; 13 января 1954, Йоханнесбург, ЮАР) — южноафриканский композитор, известный как гитарист, вокалист и автор композиций для британской прогрессивной рок-группы Yes (1982—1994), а затем как кинокомпозитор.
Рэбин написал музыку к более чем сорока художественным фильмам, наиболее заметными из которых являются его частые совместные работы с продюсером Джерри Брукхаймером. Он завоевал множество наград, включая одиннадцать премий BMI. 
В 2017 году Рэбин был включен в Зал славы рок-н-ролла как участник Yes.

## Биография
Рэбин родился в семье классических музыкантов в Йоханнесбурге, ЮАР, где его отец Годфри был главным скрипачом в Йоханнесбургском Филармоническом Оркестре, он также был и адвокатом. Тревор получил образование в Parktown Boys' High School в Йоханнесбурге, там он брал уроки игры на фортепиано. В возрасте 12 лет играл на гитаре. Он присоединился к одной из первых групп, The Other, в 13 лет. Его родители содействовали его таланту в рок-музыке, хотя он поддерживал свой интерес к классической музыке на протяжении его карьеры. Он также некоторое время учился оркестровке в Университете Йоханнесбурга и тренировался стать дирижёром, он позже устраивал и дирижировал для многих многих артистов в Южной Африке.

### Yes
В конце 1982 года Рэбин, Крис Сквайр и Алан Уайт сформировали группу Cinema, в которую входил оригинальный клавишник Yes Тони Кэй, и записали альбом 90125 с бывшим вокалистом Yes Тревором Хорном в качестве продюсера. Основанный на демо-записях Рэбина, альбом продемонстрировал более коммерческое направление, сильно отличающееся от их альбомов в стиле прогрессивного рока в 1970-х годах. Во время стадий сведения в середине 1983 года бывший вокалист Yes Джон Андерсон вернулся, чтобы спеть на альбоме, что привело к тому, что группа стала реформированным составом Yes. Рэбин был не в восторге от этого решения, чувствуя, что новая музыка не отражает то, благодаря чему группа стала популярной, и хотел, чтобы альбом оценивался как его собственный. 90125 остаётся самым продаваемым альбомом группы с тремя миллионами проданных копий только в США, чему способствовал его главный сингл «Owner of a Lonely Heart».
Последний альбом Рэбина с Yes был Talk, выпущенный в 1994 году. После тура в течение 1995 года Рэбин покинул группу в следующем году, чтобы работать в кино.

## Влияния
Рэбин назвал Бернарда Херрманна своим любимым композитором. Назвал Арнольда Шёнберга одним из своих любимых классических композиторов. И он и другие классики — Бетховен, Сибелиус, Элгар и Чайковский — повлияли на него. Он назвал Джими Хендрикса, Стива Морса, Джеффа Бека и Джона Маклафлина своими любимыми гитаристами.

## Личная жизнь
Рэбин был женат около 30 лет на Шелли Мэй. Они живут в Лос-Анджелесе и у них есть сын, Райан Рэбин, который был барабанщиком в The Anthem, The Outline, и с 2009 по 2017 год Grouplove.
Отец Рэбина был евреем, а его мать обратилась в иудаизм. Его воодушевлял иврит, и в интервью 2004 года он объяснил совершенное влияние иудаизма на его жизнь.
Он является крестным отцом сына бывшего барабанщика Yes Алана Уайта Джесси.

## Дискография

### С Rabbitt
- Boys Will Be Boys! (1975)
- A Croak and A Grunt in the Night (1977)
- Morning Light (1977)
- 1972-1978: Limited Souvenir Edition (1978)

### C Manfred Mann’s Earth Band
- Chance (1980)
- Somewhere in Afrika (1983)

### С Yes
- 90125 (1983)
- Big Generator (1987)
- Union (1991)
- Talk (1994)

### Сольный альбом
- Beginnings (1977) (переиздан в 1978 как Trevor Rabin)
- Face to Face (1979)
- Wolf (1981)
- Can’t Look Away (1989)
- Live in LA (2003)
- 90124 (2003)
- Jacaranda (2012)
- Rio (2023)

### Фильмы
- Мерцающий (1996)
- Воздушная тюрьма (1997) (с Марком Манчина)
- Доморощенный (1998)
- Армагеддон (1998) (с Гарри Грегсон-Уильямсом)
- Враг государства (1998) (с Гарри Грегсон-Уильямсом)
- Глубокое синее море (1999)
- Угнать за 60 секунд (2000)
- Вспоминая титанов (2000)
- 6-й день (2000)
- Рок-звезда (2001)
- Противостояние (2001)
- Плохая компания (2002)
- Сестрички-зажигалки (2003)
- Кенгуру Джекпот (2003)
- Плохие парни 2 (2003) (с Гарри Грегсон-Уильямсом)
- Крутящий момент (2004)
- Изгоняющий дьявола: Начало (2004)
- Сокровище нации (2004)
- Тренер Картер (2005)
- Великий рейд (2005)
- Игра по чужим правилам (2006)
- Эскадрилья «Лафайет» (2006)
- Змеиный полёт (2006)
- Второй шанс (2006)
- Спасатель (2006)
- Сокровище нации: Книга тайн (2007)
- Напряги извилины (2008)
- Ведьмина гора (2009)
- 12 раундов (2009)
- Миссия Дарвина (2009)
- Ученик чародея (2010)
- Я — четвёртый (2011)
- 5 дней в августе (2011)
- Последний час (2013)
- Забойный реванш (2013)
- Макс (2015)
- Неприкаянные (2021)